# ジョン・Y・ブラウン・ジュニア
ジョン・ヤング・ブラウン・ジュニア（英: John Young Brown, Jr.、1933年12月28日 - 2022年11月22日）は、アメリカ合衆国の政治家、起業家、実業家である。第55代ケンタッキー州知事を務めた。

## 概要
アメリカ合衆国下院議員の息子として、事業に才能があることは大学時代に明らかになり、ブリタニカ百科事典のセットを販売して多額の資金を作った。父とともに短期間法律実務を行った後の1964年、ケンタッキー・フライド・チキンを設立者のハーランド・サンダースから購入した。ブラウンはこの会社を世界的な成功に導き、1971年に会社の持ち分を売って莫大な利益を得た。続いて幾つかのレストラン事業に投資したが、ケンタッキー・フライド・チキンほどの成功は収められなかった。1970年代、様々なタイミングで、3つのバスケットボール・チームを所有した。アメリカン・バスケットボール・アソシエーションのケンタッキー・カーネルズ、ナショナル・バスケットボール・アソシエーションのボストン・セルティックスとバッファロー・ブレーブス（現在のロサンゼルス・クリッパーズ）である。
ブラウンは若い時に政治にはほとんど関心を示していなかったが、1979年にケンタッキー州知事選挙に出馬すると表明して、政治評論家を驚かせた。ケンタッキー州もアメリカ合衆国も経済的に難しい時代にあり、ブラウンは州政府を企業のように運営すると約束した。私財を投じて強力なメディアを使った選挙運動により、民主党予備選挙に勝利し、本選挙では共和党の対抗馬、元知事のルーイー・ナンを破って知事に当選した。すでに実績ある政治指導者から特に恩恵を受けずに当選したので、多くの成功した実業家を州の要職に指名し、政治的な人事は行わなかった。選挙戦中に多様な人事を行うと公約していたので、その内閣には女性1人とアフリカ系アメリカ人1人を入れた。知事の任期の間、それまでの知事よりも議会に対してあまり影響力を行使しておらず、むしろ州を離れることが多く、任期の4分の1以上は副知事のマーサ・レイン・コリンズに知事代行をさせた。知事を退任した後の一時期、アメリカ合衆国上院議員選挙への出馬を考えたが、健康問題を理由に僅か3週間で撤退した。事業への投資は続けており、その中でも著名なのが、カントリー・ミュージックのスター、ケニー・ロジャースと共に設立した、薪を使ったローストチキンのレストラン、ケニー・ロジャース・ロースターズである。

## 初期の経歴
ジョン・ヤング・ブラウン・ジュニアは1933年12月28日に、ケンタッキー州レキシントンで生まれた。父はジョン・ヤング・ブラウン・シニア、母はドロシー（旧姓インマン）であり、その5人の子供では唯一の男の子だった。父はケンタッキー州選出のアメリカ合衆国下院議員であり、ケンタッキー州議会議員は30年間近く務めており、その間に下院議長も務めた。父の名前は同名の第31代州知事ジョン・Y・ブラウンから採られたが、親戚ではなかった。1979年の雑誌「ピープル」では、父が州知事やアメリカ合衆国上院議員など9回の選挙にでて落選を続けたことが、家族にとって大きな負担となり、その妻は選挙に使われた金のことで不満に感じていたという記事を載せた。
ブラウンはレキシントンのラファイエット高校に入学し、様々なスポーツで17回「レターマン」（優秀選手）を取った。ある年の夏、ブラウンがフットボール・チームの仲間と共に道路工事に加わらず、電気掃除機を売ることで夏を費やすことに決めたために、父が失望を表明した。父の失望でかえって動機付けられたブラウンは電気掃除機販売で毎月平均1,000ドルの手数料を得た。高校を卒業した後はケンタッキー大学に入学し、1957年に学士号を、1960年に法学士号を取得した。法学校に通う間にブリタニカ百科事典のセットを売り、年間25,000ドルの利益を上げ、さらに級友を販売部隊に雇って利益を増した。
ブラウンは法学士を得たあとは父の法律実務に加わった。1959年から1965年、アメリカ陸軍予備役にも務めた。1963年のNFLシーズンで、トップスターのポール・ホーナングがギャンブルで出場停止になった時にその法律顧問を務めた。父の会社も数年後には離れ、実業家の道を進み始めた。

## 冒険的事業
1960年、ブラウンはエレノア・ベネット・デュラルと結婚し、ジョン・Y・ブラウン3世、エレノア・ファリス、サンドラ・ベネットの3人の子供をもうけた。ブラウンはバーベキュー・レストランの経営に妻を関わらせた。それが成功するとファーストフード産業の経営的可能性を確信するようになった。1963年、ある日の政治的朝食会でケンタッキー・フライド・チキン(KFC)の創設者カーネル・ハーランド・サンダースと出会い、ブラウンのバーベキュー・レストラン・チェーン店でサンダースのチキンを売ることについて論じた。1964年までにブラウンは投資家の一団を纏め上げ、サンダースから200万ドルでKFCを買収した。この投資家集団はレストランの形態をサンダースの描いていたディナー・スタイルのレストランからお持ち帰りファーストフード形態に転換した。全ての店に赤と白の縞模様を配し、全米50州や海外の数カ所を含め、1,500以上の店舗をオープンした。1967年までにKFCは売上高で国内第6位のレストランチェーンとなり、1969年には初めて株式を上場した。
ブラウンはこのKFCの業績を上げたことで、1966年には青年会議所からアメリカの傑出した若者の1人に指名された。翌年には同じく青年会議所からアメリカの傑出した市民指導者の1人に挙げられた。最終的にケンタッキー商工会議所とルイビル商工会議所の会員になった。ルイビル青年会議所は1969年にルイビルの傑出した若者として表彰し、1970年11月6日には、ケンタッキー大学同窓会傑出した卒業生殿堂に入れられた。
1971年、ブラウンはKFCの持ち分を食品流通のヒューブラインに2億8,400万ドルで売却した。KFC株売却から得られた利益を使い、ブラウンと数人の仲間でマイアミを本拠とするラムズのレストランチェーンを、その創業者スチュアート・パールマンとクリフォード・パールマンの兄弟から400万ドルで買収した。340店のビールとホットドッグのチェーン店についてブラウンは、「これらは大変良い食品を持っている訳ではなかった。それの質を上げるのが私の最初の仕事だと構想を描いた。」と言っていた。その考えに立って、一群の若い執行役を雇用し、「完全なハンバーガー」を見つけさせた。1か月後、マイアミビーチのハンバーガー・レストランのオーナー、オリー・グライヘンハウスを雇い、ラムズのスタッフを訓練してそのハンバーガーを創り上げた。さらにグライヘンハウスから名前を採ったオリーズ・トロリーと呼ぶ、ドライブスルー・レストランのチェーンを始めたが、このフランチャイズは失敗した。タンパのライオンズクラブ・インターナショナルが1974年にアメリカへのサービス賞を与えた。1978年、ブラウンはラムズのチェーン店をフリードリヒ・ヤーンのウィーナーワルド・ホールディンググループに950万ドルで売却した。その数年後、ブラウンはベンチャーのジョン・Yズ・チキンを始めたが、これも最終的に失敗だった。

## バスケットボール事業

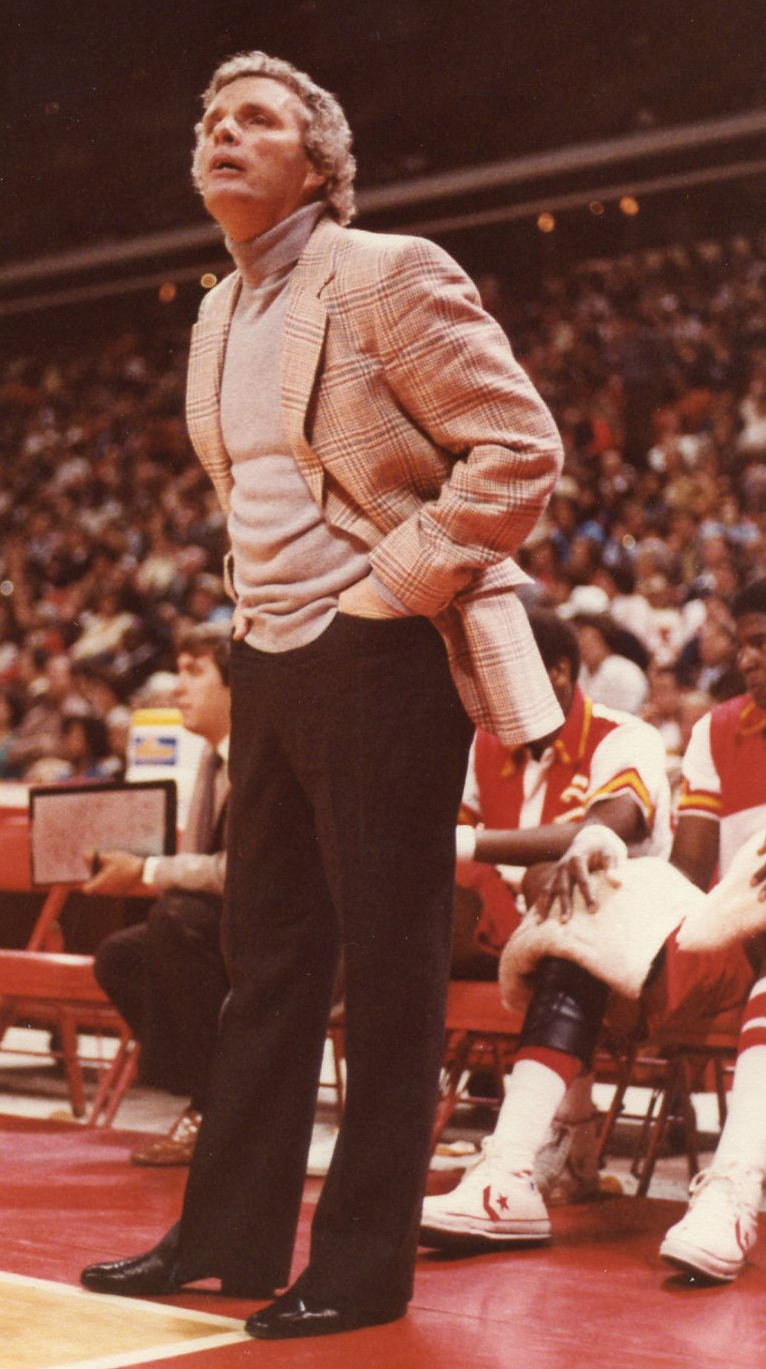
ハビー・ブラウン、1975年にケンタッキー・カーネルズをABAのチャンピオンに導いた

KFCの後のレストラン事業と平行して、ブラウンは何度かプロのバスケットボール・チームの所有権を購入した。1970年、ウェンデル・チェリーがブラウンを含む仲間を集めてアメリカン・バスケットボール・アソシエーションのケンタッキー・カーネルズを買収した。1972年から73年のシーズン後、チェリーはカーネルズのその持ち分をオハイオ州シンシナティの集団に売却した。ブラウンは即座にチェリーの持ち分をシンシナティの集団から買い戻し、チームがシンシナティに移転するのを防いだとされている。ブラウンは妻と10人の女性による取締役会を創ってチーム運営に当たらせた。カーネルズの総監督マイク・ストーレンは、これがブラウンの「自分のやり方」でチームを運営しようと言う意思表示だと考え、チームを離れた。ストーレンはその2か月後にはABAのリーグコミッショナーに職を受けた。ヘッドコーチのジョー・マラニーもその後に続き、ブラウンは個人的な判断におせっかいを焼きすぎると語っていた。マラニーの後任であるベイブ・マッカーシーも1年しか続かなかった。1975年、ブラウッはヘッドコーチとしてハビー・ブラウンを雇った。翌年、カーネルズはABAで優勝した。
ブラウンはまずカーネルズをシンシナティ移転から救ったことと、ルイビルにチャンピオン旗をもたらしたことで、英雄ともてはやされた。しかし、カーネルズが優勝した後で、経費削減のためにセンターのダン・イッセルをボルティモア・クロウズに放出したことで激しい批判を浴びた。1975年から76年のシーズンではヘッドコーチのハビー・ブラウンと度々衝突し、その年末には1976年のABAとNBAの合併に伴い、チームをたたむことで300万ドルを受け取った。NBAに加入するために300万ドルを払う選択肢もあったが、それは選ばなかった。
ブラウンはカーネルズを畳んだ後、バスケットボールは自分が関わろうとしたタイプの事業ではなかったと言っていた。この言明にも拘らず、1976年後期にはNBAのバッファロー・ブレーブスの所有権を半分買収した。ブレーブスは1975年から76年のシーズンで30勝52敗という散々な成績を残していた。ブラウンは即座に次のシーズンでチームの成績を改善するための動きに取りかかった。フリーエージェントとしてチームを出て行くと脅かしていたオールスターのガード、ランディ・スミスと再契約した。続いてミルウォーキー・バックスのセンター、スウェン・ネイターをドラフト1巡目の指名権とのトレードで獲得した。ブラウンは1日で重要なトレード2件を成立させた。最初にNBAの新人王に輝いたエイドリアン・ダントリーを、インディアナ・ペイサーズのビリー・ナイトとトレードした。ナイトは前年の得点ではリーグ第2位だった。その4時間後、ニューヨーク・ネッツのネイト・"タイニー"・アーチボルドを、ジョージ・ジョンソンと1979年ドラフト第1巡指名権とのトレードで獲得した。1977年、ブラウンはもう一人のオーナー、ポール・スナイダーからチームの所有権を全て買い取った。
翌年、ブラウンはボストン・セルティックスのオーナー、アービング・レビンと所有チームを交換した。この交換でレビンは所有チームを出身州であるカリフォルニア州に移すことが可能になり、ブラウンはリーグの中でも名門チームの1つを所有することになった。この所有権交換が公にされる2週間前に、両チームの間で6人の選手が関わるトレードが報告された。ボストンからフリーマン・ウィリアムズ、ケビン・クナート、カーミット・ワシントンを出し、ブレーブスからは"タイニー"・アーチボルド、ビリー・ナイト、マービン・バーンズを出した。このトレードはボストンのファンからブラウンに対する敵意を生んだ。クナートとワシントンはチームの将来にとって重要な選手と見られており、またチームの会長で伝説的な元コーチであるレッド・アワーバックがこのトレードについて事前に相談を受けなかったと公言したからだった。ブラウンはアワーバックがチーム再建のために使おうと計画していたドラフト1巡指名権3回分とボブ・マカドゥーとをトレードすると判断したことで、ブラウンとアワーバックとの関係がさらに悪化した。ブラウンは再度、アワーバックとの相談無しにトレードを実行した。その結果、アワーバックはボストンを去ってニューヨーク・ニックスからの申し出を受けるところだった。ブラウンは1979年に共同所有者ハリー・マングリアンに持ち分を売却した。
ブラウンと最初の妻エレノアは1977年に離婚した。1979年3月17日、元ミス・アメリカでCBSのスポーツキャスターだったフィリス・ジョージと再婚した。結婚式はノーマン・ビンセント・ピールが取り仕切った。この夫妻にはリンカーン・タイラー・ジョージ・ブラウンとパメラ・アシュレー・ブラウンという2人の子供が生まれた。

## 政歴
ブラウンはその父とは異なり、1979年以前に政治には上辺だけの興味しか示していなかった。1960年、ケンタッキー州におけるジョン・F・ケネディの大統領選挙運動で副議長に指名された。民主党全国委員会では青年指導者委員会の委員であり、1972年の民主党全国大会では名誉議長に指名された。その年後半、アメリカ合衆国上院議員選挙への出馬を検討したが、元州知事のルーイー・ナンが出馬することが明らかになった時点で断念した。1972年から1974年、民主党全国テレソンを主催した。ケンタッキー州知事の経済開発委員会を設立し、1975年から1977年までその議長を務めた。

### 1979年州知事選挙
1979年3月27日、ブラウンはフィリス・ジョージとのハネムーンを中断して、ケンタッキー州知事選挙に出馬すると発表した。この発表は、それ以前にブラウンが政治に無関心であり、事業のためにかなりの時間を州外で過ごし、贅沢な生活様式を取っていたために、大半の政治評論家にとっては驚きだった。選挙戦には私財を投じ、遅れて出馬したことを補うためにメディアを大量に使った選挙運動を始めた。州政府を事業のように運営し、州知事として州のためにセールスマンになることを公約した。
民主党のその他の候補者には、現職副知事セルマ・ストーバル、現職知事ジュリアン・キャロル推薦のテリー・マクブレイアー、アメリカ合衆国下院議員のキャロル・ハバード・ジュニア、州監査官のジョージ・アドキンス、ルイビル市長のハーベイ・スローンがいた。当初の選挙戦をリードしていたストーバルは選挙戦中に健康を害して後退した。ブラウンは連邦税納税申告書の公開を拒否したことでマクブレイアーに攻撃された。マクブレイアーは、公的な投票記録を調べて、ブラウンが1975年以降民主党予備選挙に投票していないとも主張した。それでもブラウンは二位に25,000票の差をつけて当選した。時点はスローンであり、2日間は敗北を認めようとしなかった。本選挙では共和党の元州知事ルーイー・ナンを554,083票対376,809票で破って州知事に当選した。

### 州知事公邸の改修

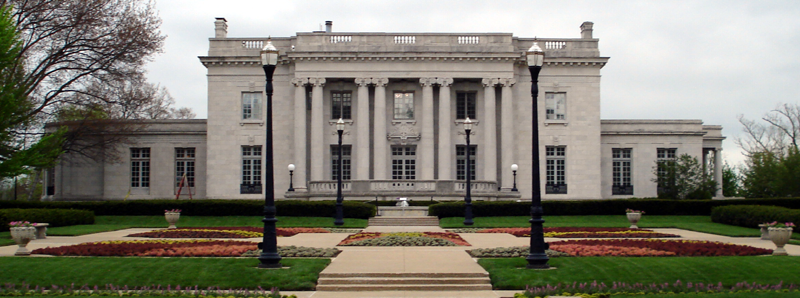
ケンタッキー州知事の公邸、ブラウンの任期中に大掛かりな改修が行われた

ブラウンは州知事公邸に移って1か月もしないうちに、配線がかなり朽ちていることに気付き、全面的な検査を命じた。建築物建設省の予備報告書は「これが民間で運営されているものであれば、配線をやり直すために30ないし60日工事させる以外に手段が無いだろう」としていた。この報告書は続けて、この公邸は火災時の避難が非常に困難な建物であると付け加えていた。ブラウンはこの報告を受けると、即座に家族を公邸から出して、レキシントンにある自邸のケイブヒルに戻した。建築物建設省は修繕が住むまで、公邸での宿泊および会合の開催を禁止した。ブラウンのケイブヒル私邸は公式に暫定の知事公邸に指定され、州はブラウンに食料品を供給し、公式客の接待費用を払い戻し、知事としての電話代を支払うことに合意した。ブラウンは交通費も支給された。
1980年3月、州議会が新しい知事公邸を建設するか、あるいは古い公邸を修理するのとどちらが合理的かを検討する委員会を創設した。最終的に現存の公邸を改修することに決め、ブラウンの妻フィリスが意思決定に自由に関わる資格を与えられた。州は連邦政府の歳入共有資金を使って修繕費を賄えると期待したが、ジミー・カーター大統領が1980年5月にその支出を止めるよう命じた。ファーストレディのフィリス・ブラウンは「公邸を救え」という集団を組織して、修繕費を補えるだけの民間資金を集めた。個人的には裕福なブラウンは初年度の給与をこのプロジェクトに寄付した（残り任期の給与は辞退した）。公邸の改築改修は1983年3月に完工し、ブラウン家は4月に公邸に戻った。

### 州知事として
ブラウンは、すでに実績ある政治指導者から特に恩恵を受けずに当選したので、多くの成功した実業家を州の要職に指名した。選挙戦中に女性1人とアフリカ系アメリカ人1人を閣僚に指名すると公約していたので、ウィリアム・E・マカナルティ・ジュニアとジャクリーン・スワイガートを指名した。マカナルティは家族と過ごす十分な時間が保てなくなると言って、1か月後に司法長官の職を辞した。ブラウンはマカナルティを元のジェファーソン郡地区判事に指名し直し、もう一人のアフリカ系アメリカ人ジョージ・W・ウィルソンを後任に指名した。また、1980年にはビオラ・デイビス・ブラウンを公衆健康看護局の執行役員に指名し、国内でも州の公衆健康看護局を指導する最初のアフリカ系アメリカ人看護師となった。最も議論を呼んだ人事は運輸省長官に指名したフランク・メッツだった。メッツはケンタッキー州の政治的伝統を破り、発注は競争入札に基づいて行われ、政治的な恩恵よりも実績を重視すると宣言した。メッツは省内の人員を削減したものの、舗装を施した道路の延長は2倍にした。
ブラウンが州知事を務めた時期は経済的に難しい時代だった。その任期中に州内失業率は5.6%から11.7%に上昇した。ブラウンは選挙での公約である増税をしないことに固執した。州の歳入が計画値よりも少なくなると、歳出を22%カットし、州職員の数を37,241 人から 30,783 人に減らしたが、その大半は転籍と自然減によってだった。これと同時に成果主義政策で残っている職員の給与を平均34％増加させた。行政職スタッフの数を97人から30人にまで減らし、8機あった州政府所有飛行機の7機を売却した。
ブラウンは州の政策を研究するために保険の専門家集団を指名し、彼らを入札に関わらせて最終的に200万ドルを節約した。また州の資金を貯蓄する銀行からも競争入札を要求しこれによって生まれた余剰利子によって一般会計に5,000万ドルの歳入を加えた。日本との対話と接触を開始し、将来の経済的関係のために足がかりを設けた。その他の知事としての業績としては政府契約に競争入札を導入し、トラックに重量と距離に拠る税を成立させたことがあった。

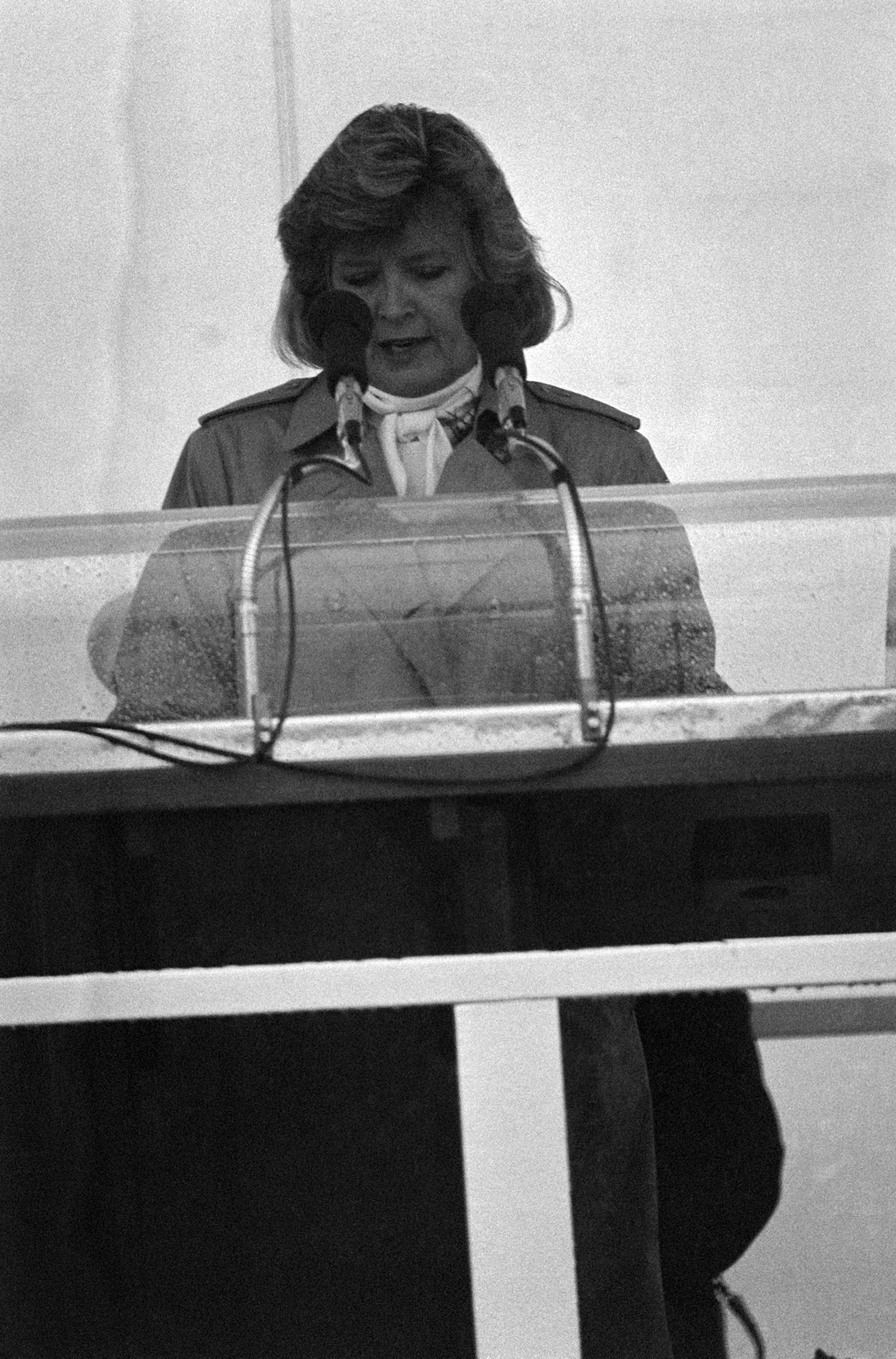
マーサ・レイン・コリンズ副知事、ブラウンの任期中に500日以上も知事代行を務めた

ブラウンはそれまでの知事と比べて州議会との交渉が少なかった。例えば、議会指導者の選択に影響力を及ぼそうとしなかった。以前の知事の大半は両院の院内総務などを自ら選んでいた。2期あった会期の1つでは、その間に休暇すら取った。その結果、議会に対して行った提案の多くが法制化されなかった。成立しなかった提案の中には、複数郡銀行法、一律税率所得税、教師のための専門家交渉、州知事が連続して任期を務められるようにする憲法修正があった。ブラウンが州外に出た時は、副知事のマーサ・レイン・コリンズが知事代行を務めたが、ブラウンの任期中に代行を務めた期間が500日以上になった。ケンタッキー州の歴史家ローウェル・H・ハリソンが発言しているように、ブラウンの干渉しないやり方は、ケンタッキー州の歴史の中でも初めて議会が知事に対して比較的強い権限を持つこととなり、この傾向はその後継者の任期にも引き継がれた。
ブラウンはその任期中にアパラチア地域委員会の共同議長を務め、南部州エネルギー委員会の議長も務めた。1981年5月、ケンタッキー大学から法学名誉博士号を贈られ、1982年5月、「年間の父」賞を贈られた。1983年9月、全国民主党が年間の民主党員に指名し、後に党の終身名誉財務官に指名された。
1982年、ブラウンは高血圧で短期間入院し、その任期末近くには、冠動脈大動脈バイパス移植術を受けた。この手術からの快復期に珍しい肺疾患を患い、数週間もの入院が続き、その一部は昏睡状態だった。一時期は脈が止まり、肺の1つが部分的に壊れた。ブラウンの事務所はその容態の重篤さを隠そうとし、新聞から攻撃された。ブラウンは快復すると喫煙をあきらめ、ジョギングを行うようになった。
ブラウンの伝記作者メアリー・K・ボンスティール・タチョーはその著作『ケンタッキー州の知事達』の中で、ブラウンの政権について「スキャンダルは何も無かった。彼もその関係者も汚職で告発されることも無かった。」と言っている。しかし、ブラウン個人にはスキャンダルがあり、その親しい仲間の幾人かにもあった。1981年、マイアミのオール・アメリカン銀行から個人預金130万ドルを引き出した件で捜査された。この銀行は法に要求されるアメリカ合衆国内国歳入庁への報告を怠った。連邦捜査局が1983年にその事実を嗅ぎ付けた時、ブラウンはラスベガスで「悪い一晩の賭け」で擦った借金を返済するために現金を降ろしたと釈明した。ブラウンはFBI捜査の中心ではなく、後にその申し立てを撤回した。
ブラウンの仲間数人も、「ザ・カンパニー」と呼ばれるレキシントンのコカインと銃の密輸団の事件に巻き込まれた。ブラウンがケンタッキー大学に入学して以来の仲間であるジェイムズ・P・ランバートは60件以上の薬物に関わる容疑で告訴された。電話の通話記録からは、知事公邸からこの捜査に関連して薬物容疑で告発された数人に電話が掛けられたことが分かった。

### 後の政歴
1984年3月15日、ブラウンはウォルター・"ディー"・ハドルストンが保持していたアメリカ合衆国上院議員の議席について立候補を申請した。それは申請期限の数時間前だった。その6週間後の4月27日、重い病気と前年の手術を理由に立候補を取り消した。
1987年、ブラウンは再度州知事選挙に立候補した。民主党予備選挙は、現職副知事のスティーブ・ベッシャー、元知事のジュリアン・キャロル、グラディ・スタンボ、政治的には新人であるウォレス・ウィルキンソンが乱立していた。ブラウンは選挙戦に立ち後れ、2月下旬に出馬を届け出、5月後半の予備選挙に進んだ。ブラウンが届出書を持って集会議事堂に入るとき、ベッシャーとその階段で出遭って即興の討論を挑んだが、ブラウンは固辞した。ブラウンが直ぐに有力候補になったので、ベッシャーは一連の選挙演説でブラウンの贅沢な生活様式を攻撃した。その演説の1つは人気テレビ番組「富者と有名人の生活様式」に基づいていた。ベッシャーによる別の攻撃は、ブラウンがジェイムズ・P・ランバートと結びついていることに関してであり、さらに別の攻撃では、ブラウンが税を上げるであろうことを言っていた。ブラウンの自分の演説でベッシャーの言い分に反論し、ベッシャーとブラウンの戦いがウィルキンソンにチャンスを作った。ウィルキンソンは州営宝くじを提案することで特徴を出し、選挙後半戦に追い上げた。ウィルキンソンが次点のブラウンに58,000票の差を付けて公認指名を勝ち取った。

## その後の人生
ブラウンは1987年に再度州知事に挑戦して落選した後、レストラン産業の経営に戻った。ルイビルでチキン・グリル・レストランを開店し、妻のフィリスを助けてチキン・バイ・ジョージを始めさせた。これは骨無し、皮無しの鶏胸肉をスーパーマーケットの販売と家庭での調理用に加工するものだった。1988年、食品大手のホーメルがチキン・バイ・ジョージをその子会社にした。ブラウンは、マイアミ・サブズ、テキサス・ロードハウス、ロードハウス・グリルなどその他幾つかのレストランを拡大した。しかしそのどれも、若い時に経験したような成功を収めることは無かった。

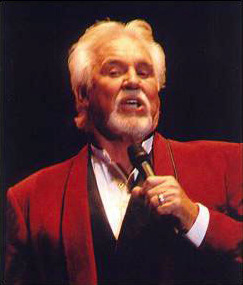
カントリー歌手ケニー・ロジャース、1991年にブラウンと共同でケニー・ロジャース・ロースターズを立ち上げた

1991年、ブラウンはカントリー歌手ケニー・ロジャースと組んでケニー・ロジャース・ロースターズを立ち上げ、CEOを務めた。これは薪を使ったローストチキンのレストランの国際チェーンだった。その設立は健康志向で家に持ち帰りができる大きなレストラン産業の動きの一部だった。ケニー・ロジャース・ロースターズは直ぐにボストン・チキン（後のボストン・マーケット）やその他小さなローストチキン・チェーン店と競合するようになった。ケンタッキー・フライド・チキンもロティセリー・ゴールドと呼ぶローストチキン商品を導入して、ケニー・ロジャース・ロースターズやボストン・チキンと競うようになった。1992年12月、ローストチキン市場では小企業であるクラッカーズが、ケニー・ロジャース・ロースターズはレシピとメニューをコピーしていると主張して訴訟に出た。この法廷闘争は、ケニー・ロジャース・ロースターズが1994年8月にクラッカーズの株式の大半を購入するまで続いた。その後ブラウンはケニー・ロジャース・ロースターズを1,000店以上のチェーンに成長させ、1996年にマレーシアに本拠を置くベルジャヤ・グループにその持ち分を売却した。
ブラウンと妻のフィリスは1995年８月に別居した。1996年、フィリスはケンタッキー州で離婚訴訟を起こしたが、夫との和解交渉の中で申請を取り消した。ブラウンが妻への財政支援の多くを切り捨てたとされた後、フィリスは再度1997年に離婚訴訟を起こした。当時夫が住んでいたフロリダ州ブロワード郡での訴訟になった。訴訟をケンタッキー州で続けるかフロリダ州で行うかについて短期間の法廷闘争があった後、1998年に離婚が成立した。その年後半、ブラウンは元ミセス・ケンタッキーで27歳年下のジル・ルイーズ・ローチと再婚したが、2003年に理由を明かさないまま離婚した。ブラウンは離婚の理由を問われると、「私はジルに大きな愛を与えたが、見通せていなかったものが我々の結婚生活に入ってきた。私はこれからも彼女とその子供達を常に愛するが、今は離婚が唯一の選択肢に思われる」と語っていた。
1997年、ブラウンはポール・E・パットン知事の家庭内暴力委員会を、パットンの妻ジュディと共に共同主宰することに合意した。ブラウンは常に家庭内暴力を抑制することに興味があったと言ったが、その興味は姉妹のベティ・"ブー"・マッカンが犠牲者だったということが分かった後では、個人的なものになった。2003年、パットンはケンタッキー州道9号線を「ジョン・Y・ブラウン・ジュニアAAハイウェイ」と改名した。「AA」が付いたのはこのハイウェイが元々アレクサンドリアとアシュランドの各市に接続されていたからだった。
2006年後半、ブラウンは女優のスザンヌ・サマーズ との共同で、「スザンヌのキッチン」と呼ぶ自作調理準備店舗をオープンした。旗艦店はレキシントンのテイツクリーク・センターでオープンし、二番店はニュージャージー州に開いた。ブラウンはこの事業をチェーン展開するつもりだったが、レキシントン店がオープンして5か月後、2店ともに閉鎖した。ブラウンは、「全体の形式をもっと便利なものになるよう改造する」ことを望んだと語り、まだ明言できない将来に両店とも再開させることを約束した。投資家のジョン・シャノン・ブーチロンはブラウンとサマーズを、40万ドル投資した前後でだましていたと主張して訴訟を起こした。このブラウンに対する訴訟は裁判になる前に取り下げられ、サマーズに対する訴訟は2011年に証拠不十分のままファイエット郡判事が棄却した。
かつての政敵スティーブ・ベッシャーが2007年に州知事に当選したとき、ブラウンはその就任委員会の委員になることを拒否した。ケンタッキー州の存命中の元知事が全て参加を呼びかけられ、ブラウン以外はその招待を受けた。ブラウンはその拒否について、「私は彼を尊敬しない。私はそれに加わりたくない。私は真に政治的に正しいものに興味がある」と語った。1987年民主党州知事予備選挙の時のことを引き合いに出し、「彼は真実でないことを言った。我々が税を上げたというようなことを。私はあの後彼を尊敬したことが無かった」と続けた。2011年にベッシャーが州知事に再選された時、ブラウンは他の元知事と共に就任委員会を共同主宰した。
2008年、ブラウンはケンタッキー大学法学校同窓会殿堂に入れられた。その記者発表では、同窓会がブラウンのケンタッキー・フライド・チキンでの成功、政歴、大学のサンダース＝ブラウン高齢者会館設立に貢献したことを、殿堂入りの理由に挙げた。この会館はハーランド・サンダースとブラウンの父の栄誉を称えて命名されている。その後はレキシントンと、フロリダ州フォートローダーデールで交互に居住した。
2022年11月22日、88歳で死去。地元紙、レキシントン・ヘラルド・リーダー紙によると、この年の夏頃から新型コロナウイルス感染症(COVID-19) が由来の合併症に苦しんでいた。

## 関連図書
- Brenner, Marie (1981-11-16). “John Y. and Phillis – Kentucky-Fried Style”. New York Magazine 2010年1月6日閲覧。.
- Rawls, Jr., Wendell (1983年10月2日). “Kentucky Governor Ponders Political Future”. The New York Times 2010年1月6日閲覧。
- West, Gary (2011). Kentucky Colonels of the American Basketball Association: The Real Story of a Team Left Behind. Acclaim Press. ISBN 1-935001-82-5

| 公職                      | 公職                                    | 公職                          |
| ------------------------- | --------------------------------------- | ----------------------------- |
| 先代 ジュリアン・キャロル | ケンタッキー州知事 1979年–1983年        | 次代 マーサ・レイン・コリンズ |
| 党職                      |                                         |                               |
| 先代 ジュリアン・キャロル | ケンタッキー州知事民主党指名候補 1979年 | 次代 マーサ・レイン・コリンズ |